# Hermann von Broizem
Georg Hermann von Broizem (5 tháng 10 năm 1850 tại Leipzig – 11 tháng 3 năm 1918 tại Dresden) là một sĩ quan quân đội Sachsen, đã được thăng đến cấp Thượng tướng kỵ binh vào ngày 28 tháng 10 năm 1904. Ông từng tham chiến trong cuộc Chiến tranh Pháp-Đức (1870 – 1871).

## Lịch sử
Georg Hermann sinh ra trong gia đình quý tộc lâu đời Broizem xuất xứ từ Braunschweig. Ông là một trong 6 người con của Eduard von Broizem, một chưởng lý làm việc trong Bộ Tài chính Sachsen, và Nữ nam tước Bertha von Seckendorf. Sau khi học xong, ông nhập ngũ vào năm 1868 với vai trò là ứng viên sĩ quan trong Trung đoàn Trọng kỵ binh Cận vệ số 1 Vương quốc Sachsen, đơn vị mà sau này ông sẽ chỉ huy. Với trung đoàn này, ông đã tham gia chiến đấu trong cuộc Chiến tranh Pháp-Đức (1870 – 1871). Vào năm 1877, ông thành hôn với Nữ Công tước Alexandra von Fersen. Cuộc hôn nhân này đã mang lại cho họ 4 người con trai và 3 người con gái.
Vào ngày 18 tháng 10 năm 1904, ông được bổ nhiệm làm Tư lệnh của Quân đoàn XII (I Vương quốc Sachsen). Ngày 21 tháng 9 năm 1909, ông được phong danh hiệu à la suite của Trung đoàn Kỵ mã Cận vệ (I Schweres). Ông xuất ngũ vào ngày 26 tháng 10 năm 1910. Nhưng trong cuộc tổng động viên quân đội Đức khi Chiến tranh thế giới thứ nhất, Broizem được triệu hồi làm Phó Tướng Tư lệnh Quân đoàn XII. Trên cương vị này, ông ở lại hậu phương, hỗ trợ cho các tướng tư lệnh Karl Ludwig d'Elsa rồi sau đó là Horst Edler von der Planitz cho đến khi từ trần do một cơn đau tim vào ngày 11 tháng 3 năm 1918. Hoạt động tại đại bản doanh của Quân đoàn XII ở kinh đô Dresden, tướng Broizem, cùng với Phó Tướng tư lệnh von Schweidnitz của Quân đoàn XIX và Bộ trưởng Nội vụ Christoph Graf von Vitzthum von Eckstadt nắm thực quyền cai trị Vương quốc Sachsen thời chiến.